# Ання Рівера
Ання Рівера (ісп. Annia Rivera, 13 серпня 1991) — кубинська стрибунка у воду.
Учасниця Олімпійських Ігор 2012 року.
Призерка Панамериканських ігор 2011 року.